# Nove Zaporijjea, Huleaipole
Nove Zaporijjea (în ucraineană Нове Запоріжжя) este un sat în comuna Dobropillea din raionul Huleaipole, regiunea Zaporijjea, Ucraina.

## Demografie
Componența lingvistică a localității Nove Zaporijjea
     Ucraineană (84,47%)
     Rusă (9,71%)
     Belarusă (5,83%)
Conform recensământului din 2001, majoritatea populației localității Nove Zaporijjea era vorbitoare de ucraineană (84,47%), existând în minoritate și vorbitori de rusă (9,71%) și belarusă (5,83%).